# 1188

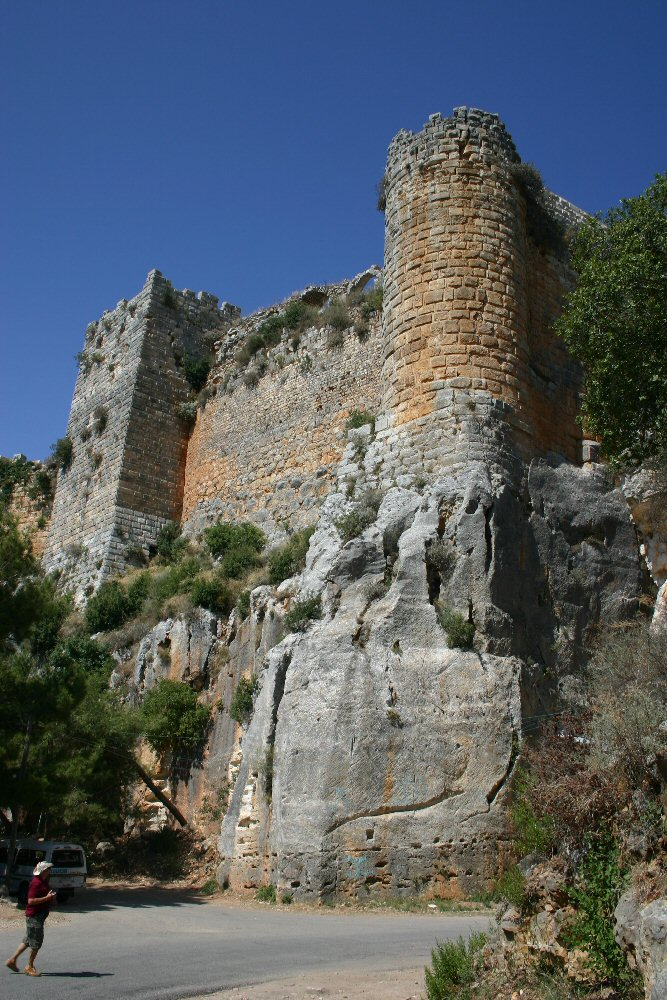
De burcht Saône, ingenomen door Saladin in 1188 en tegenwoordig bekend als het kasteel van Saladin

Het jaar 1188 is het 88e jaar in de 12e eeuw volgens de christelijke jaartelling.

## Gebeurtenissen
- 27 maart - Frederik Barbarossa neemt in de dom van Mainz het kruis op om deel te nemen aan de Derde Kruistocht.
- september - Het in Üxküll door kanunnik Meinhard van Segeberg opgerichte bisdom Lijfland wordt erkend door Paus Clemens III.

zonder datum
- Saladin laat Guy van Lusignan vrij.
- Albrecht de Trotse komt in opstand tegen zijn vader Otto de Rijke, markgraaf van Meißen omdat deze niet hem, maar zijn broer Diederik als opvolger heeft aangewezen.
- Het goederenregister van de graaf van Dale, een overzicht van de bezittingen van Hendrik van Dahl, heer van Dahl en Diepenheim, wordt opgesteld.
  - Oudste vermelding van een groot aantal plaatsen in Oost-Nederland, waaronder: Bentelo, Eibergen, Enter, Geesteren, Groenlo, Haaksbergen, Haarlo, Herike, Markelo, Neede, Rijssen, Stokkum
- Ook voor het eerst vermeld: Bredevoort, Plainevaux, Silvolde

## Opvolging
- Foix - Rogier Bernard I opgevolgd door zijn zoon Raymond Rogier
- Leon - Ferdinand II opgevolgd door zijn zoon Alfons IX
- Orde van Sint Jan van Jeruzalem (commandant) - Guillaume Borrel opgevolgd door Hermangard d'Asp
- Paderborn - Siegfried opgevolgd door Bernard II van Ibbenbüren
- Vaudémont - Gerard II opgevolgd door zijn zoon Hugo II

## Geboren
- 4 maart - Blanca van Castilië, echtgenote van Lodewijk VIII
- 24 maart - Ferrand van Portugal, echtgenoot van Johanna van Constantinopel
- Ada, gravin van Holland (jaartal bij benadering)
- Albrecht IV, graaf van Habsburg (jaartal bij benadering)
- Frederik II, graaf van Hohenzollern en burggraaf van Neurenberg (jaartal bij benadering)

## Overleden
- 22 januari - Ferdinand II (50), koning van Leon (1157-1188)
- 11 oktober - Robert I (~65), graaf van Dreux
- 16 november - Usâma ibn Munqidh (93), Syrisch diplomaat en schrijver
- november - Rogier Bernard I, graaf van Foix
- 14 december - Berthold III, graaf van Andechs
- Godfried III, heer van Joinville
- Jon Kuvlung, tegenkoning van Noorwegen
- Padma Dorje (~60), Tibetaans priester, voor-incarnatie van de Dalai Lama
- Urraca van Portugal (~36), echtgenote van Ferdinand II